# Vakantiekolonies in België

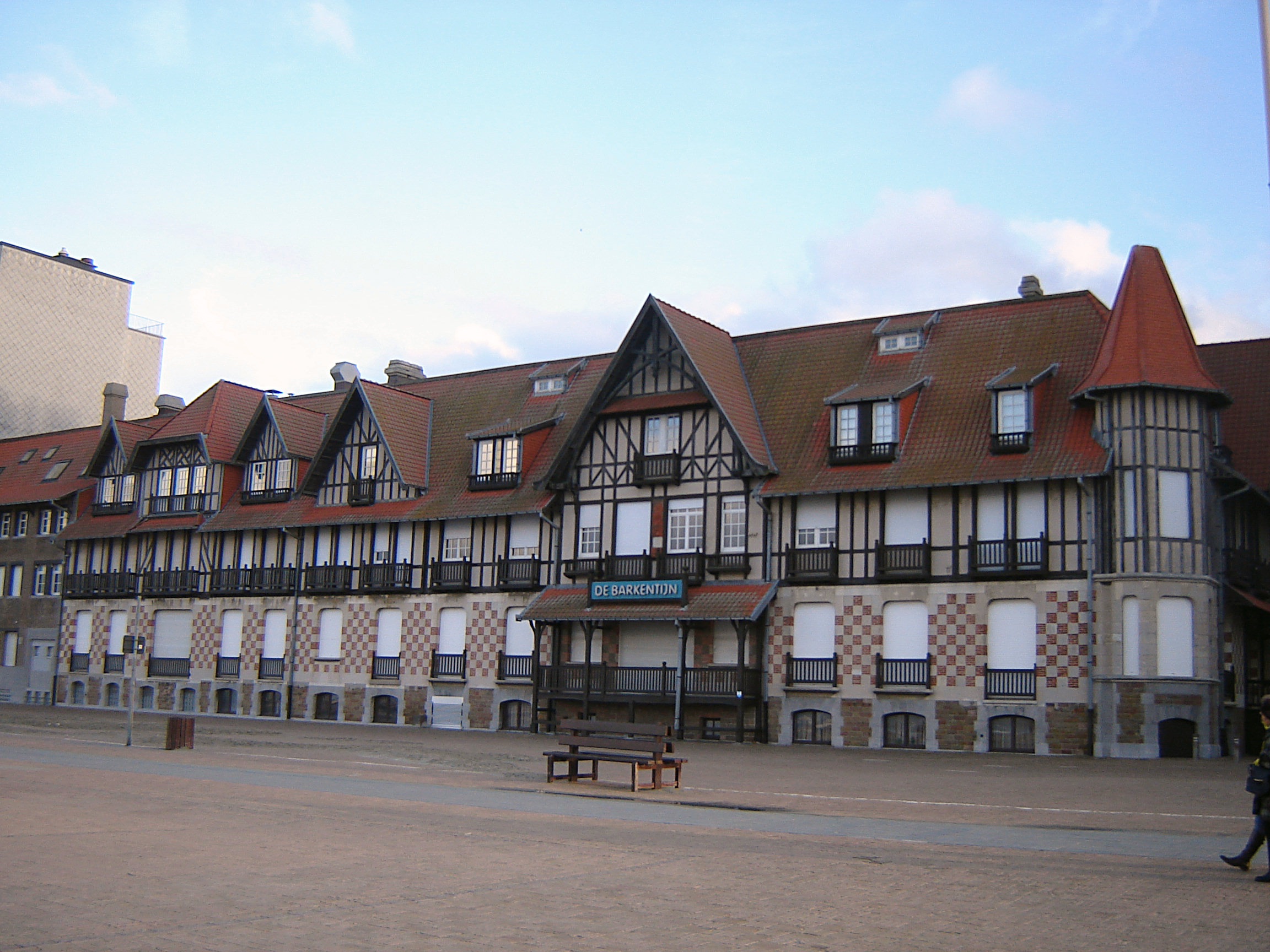
Voormalige vakantiekolonie Kindervreugde op de zeedijk in Nieuwpoort-Bad

De vakantiekolonies in België waren bedoeld om kinderen tijdens schoolvakanties, maar ook buiten de vakantie aan te laten sterken.
De kinderen, voornamelijk afkomstig uit de arbeiderswijken in de grote steden, werden vanaf het eind 19de eeuw van hun ouders gescheiden om gedurende een aantal weken in de buitenlucht van zee of bossen aan te laten sterken. De vakantiekolonies lagen over het algemeen aan de Belgische kust en enkele in de Ardennen, zoals in Sugny waar de kinderen meestal in de winter heen gingen, soms wel twee maanden.

## Vakantiekolonies
Aan zee kende in de periode van 1887-1980 een 38-tal kolonies. Dit was de plaats met de meeste tehuizen.
- Middelkerke
- Knokke-Heist waren er 14
- Blankenberge waren er 5,
- Wenduine waren er 7
- De Haan waren er 11
- Bredene waren er 4
- Oostende waren er 12
- Nieuwpoort waren er 11
- Oostduinkerke waren er 18
- Koksijde waren er 24
- De Panne waren er 7
- Sint-Niklaas: Vakantiepatronaat Het Zonneken

De kinderen die geplaatst werden kwamen zowel uit Vlaamse als uit Waalse gezinnen.
Na de Tweede Wereldoorlog waren de grootste aanbieders met de meeste vakantiekolonies in eigendom Preventieve Luchtkuren van de Christelijke Mutualiteit en Zonnige Uren van de Socialistische Mutualiteiten.